# Jono Bacon
Jonathan Edward James Bacon, chiamato Jono (Wolverhampton, 17 settembre 1979), è un giornalista, hacker e cantante britannico.

## Linux
Bacon cominciò a lavorare con la comunità di Linux quando creò il sito ufficiale di Linux per la Gran Bretagna, Linux UK. Quando abbandonò il progetto, entrò subito a far parte del team di KDE, dove creà il sito di KDE::Enterprise e il progetto KDE Usability Study. Fece molte azioni caritatevoli con il software libero, tagliandosi la barba per Amnesty International. Partecipò anche a LugRadio.
Fino al 1º settembre 2006, Bacon lavorò per OpenAdvantage. Fino al 29 maggio 2014 ha lavorato per Canonical come Community Manager di Ubuntu, lasciando per assumere il ruolo di "Senior Director of the Community" alla XPRIZE Foundation.

## Giornalismo
Come  giornalista professionale, Bacon scrisse per molte pubblicazioni, tra le quali su Linux User and Developer, Linux Format, Linux Magazine, MacTech, MacFormat e PC Plus. Oltre a queste riviste, egli scrisse numerosi libri, tra cui Linux Desktop Hacks, Building the Perfect Website with PHP and MySQL, PHP and MySQL Web Applications: Building Eight Dynamic Web Sites e scrisse anche The Official Ubuntu Book insieme a Benjamin Mako Hill, Corey Burger e Jonathan Jesse.
Jono è stato un regolare ospite di FLOSS Weekly, iniziando dal numero 69.
Bacon scrisse un libro intitolato Art Of Community, pubblicato da O'Reilly nel 2009, nel quale egli insegna a costruire una comunità a partire dal collegare storie della propria esperienza in altre comunità.

## Musica
Bacon è il cantante e il chitarrista degli Seraphidian e nel giugno del 2008 Bacon inizia un nuovo progetto musicale chiamato Severed Fifth. L'obiettivo fu quello di produrre un album nel suo studio musicale e di distribuirlo attraverso nuove modalità. Questo fu un esperimento per vedere come un artista possa lavorare nell'era di internet, al di fuori della convenzionale industria musicale. Il primo album Denied By Reign, in pieno stile death metal, fu pubblicato il 21 ottobre 2008.